# BTPN Office Tower
La BTPN Office Tower est un gratte-ciel de 223 mètres construit en 2016 à Jakarta en Indonésie.